# 中渚滑站

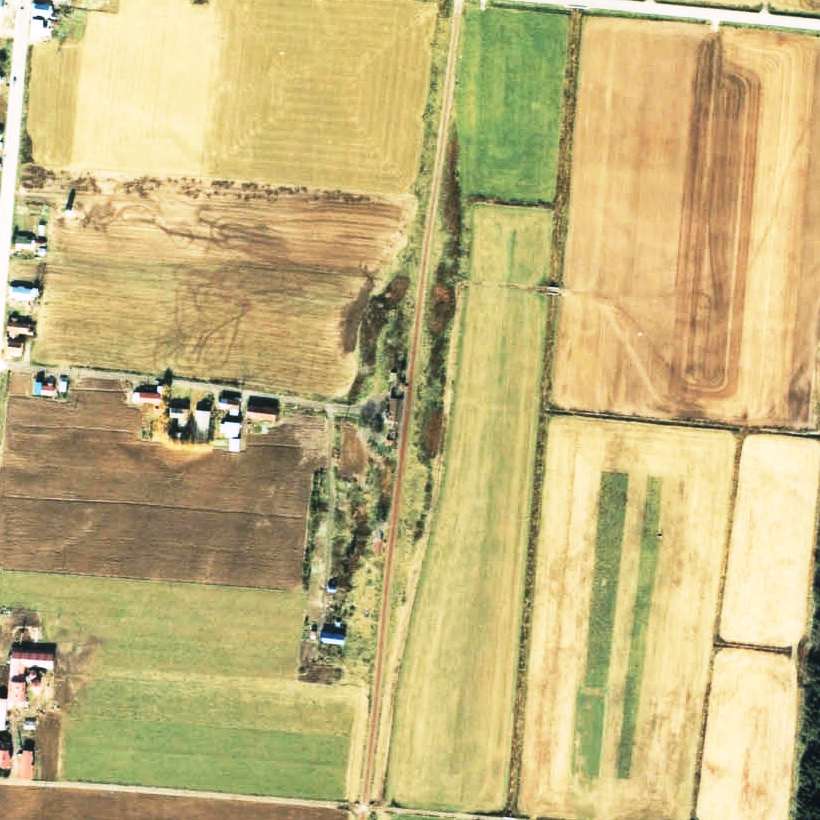
1978年的中渚滑站與方圓約500米範圍。下方為北見瀧之上方向。圖中為無人化前的姿態。曾經站前的道路上設有民居。

中渚滑站（日语：／ Naka-Shokotsu eki */?）是位於北海道紋別市上渚滑町中渚滑，日本國有鐵道（國鐵）的渚滑線車站（廢站）。隨著渚滑線廢線，車站在1985年（昭和60年）4月1日廢除。

## 歷史
- 1923年（大正12年）11月5日 - 鐵道省渚滑線渚滑站至北見瀧之上站之間開通，此站啟用。當時為一般車站。
- 1949年（昭和24年）6月1日 - 日本國有鐵道成立，成為日本國有鐵道車站。
- 1962年（昭和37年）
  - 2月1日 - 結束處理貨物。
  - 4月1日 - 成為業務委託車站。
- 1978年（昭和53年）12月1日 - 結束處理行李，同時成為無人車站（簡易委託化）。
- 1985年（昭和60年）4月1日 - 渚滑線全線廢除，此站也廢除[1]。

### 站名的由來
車站位於渚滑川中流區域，因此在「渚滑」冠以「中」字。

## 車站構造
截至車站廢除前，車站是一座地面車站，設有1面1線的單式月台。月台位於路軌東邊（北見瀧之上方向的列車會開啟左邊車門）。
此站是無人車站（簡易委託站）。在有人車站時代把車站大樓翻新。大樓與下渚滑站完全相同形狀。大樓位於站內東邊，鄰接月台。

## 車站周邊
- 北海道道713號中渚滑紋別停車場線（日语：北海道道713号中渚滑紋別停車場線）
- 國道273號（渚滑國道）
- 渚滑川（日语：渚滑川）
- 北紋巴士（日语：北紋バス）「中渚滑」巴士站

## 現況
截至1997年（平成9年）11月，已經沒有任何鐵路相關痕蹟。遺址變成民居後方的空地。

## 相鄰車站
日本國有鐵道
渚滑線
下渚滑－（十六號線臨時乘降場）－中渚滑－（上東臨時乘降場）－上渚滑

## 注腳
1. 1 2  “駅舎をカメラにおさめる鉄道マニアたち 渚滑線”. 北海道新聞 (北海道新聞社). (1985年3月29日)
2. ↑   第1版. 札幌市: 日本國有鐵道北海道總局. 1973-03-25: 201. ASIN B000J9RBUY （日语）.
3. ↑  札幌鉄道局編 (编). . 北彊民族研究会. 1939: 94. NDLJP: 1029473 （日语）.
4. 1 2  書籍《国鉄全線各駅停車1 北海道690駅》（小學館，1983年7月發行）215頁。
5. ↑  書籍《鉄道廃線跡を歩くV》（JTB出版，1998年6月發行）24頁。